# Nunnäs gravfält

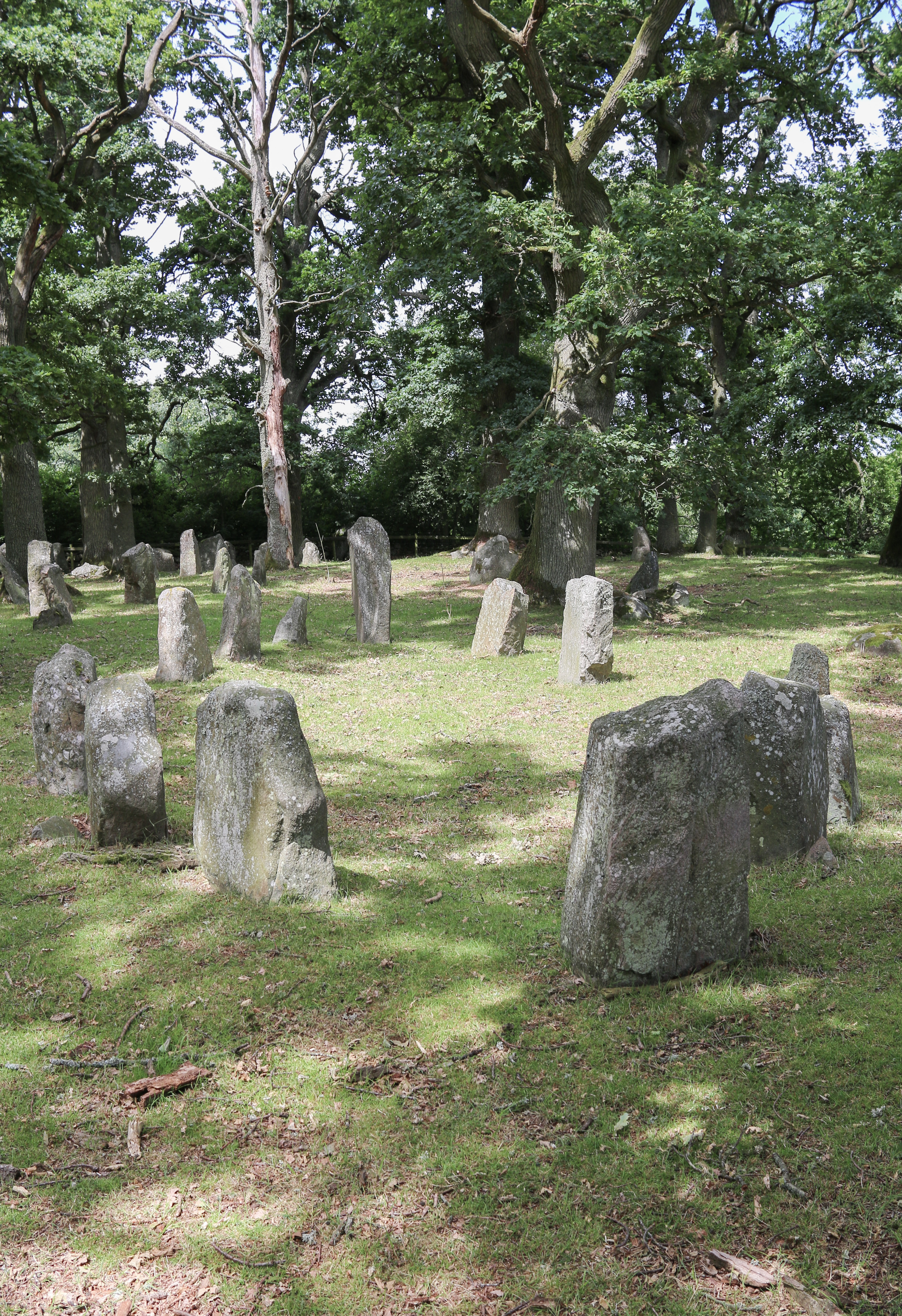
Skeppssättning på Nunnäs gravfält

Nunnäs gravfält, även kallat Grykull, i Fulltofta socken i Hörby kommun i mellersta Skåne är ett stort gravfält från järnåldern. Gravfältet ligger i en vacker ekhage på krönet av en höjdsträckning vid Östra Ringsjön, strax utanför Fulltofta naturreservat. Det består av två domarringar, sex skeppssättningar, 35 resta stenar och 15 klumpstenar. Domarringarna är omkring sex meter i diameter och består av sex stenar vardera, ursprungligen sannolikt fler. Skeppssättningarna består av mellan fem och tretton resta stenblock och är uppemot 13 meter långa. Samtliga saknar flera stenar. Två är anlagda stäv mot stäv. Av de resta stenarna är alla utom 13 omkullfallna. De har, liksom klumpstenarna, ursprungligen sannolikt ingått i gravanläggningar. Den största resta stenen står vid grusvägen strax väster om gravfältet och är två meter hög. I nordöstra delen av gravfältet finns en cirka 15 meter lång hålväg. 
Ringsjöbygden är klassisk mark för arkeologer och de rika fynden från stenåldern vittnar om bebyggelse redan från mesolitisk tid (till exempel i Ageröds mosse). Nunnäs omgivningar är fornlämningsrika och dess kulturlandskap har en ålderdomlig karaktär genom inslag av stengärdesgårdar och lövskogsodlingar. Området har sedan medeltiden präglats av Fulltofta gård. På andra sidan riksväg 13 ligger ett annat stort gravfält, Mörkrets gravfält i Hästäng.
- Wikimedia Commons har media som rör Nunnäs gravfält.